# Erithalis
Erithalis é um género botânico pertencente à família Rubiaceae.

## Espécies
- Erithalis angustifolia
- Erithalis diffusa
- Erithalis fruticosa
- Erithalis harrisii
- Erithalis odorifera
- Erithalis quadrangularis
- Erithalis salmeoides
- Erithalis vacciniifolia